# Templo de Chullchucani
El templo de Chullchucani es un templo en Bolivia, ubicado en la localidad de Chullchucani del municipio de Potosí, en el departamento de Potosí. Tiene una tendencia barroca, con decoración principalmente en la portada. Se encuentra ubicado en el área rural, está situada al norte de Samasa Alta, y al noroeste de Leche Huira.

## Historia
Este templo data del siglo XVII, se sostiene la creencia que tuvo inspiración bíblica en el Templo de Salomón por su emplazamiento terraceado sobre contrafuertes, aunque el caso del Templo de Chullchucani es obligado por la topografía.

## Arquitectura
Presenta una tendencia Barroca como, su emplazamiento es sobre un contrafuerte ciclópeo de gran magnitud sobre el lecho de un río desde el cual se accede por una escalinata que describe una curva, llegando a una plaza que fue un ante atrio.

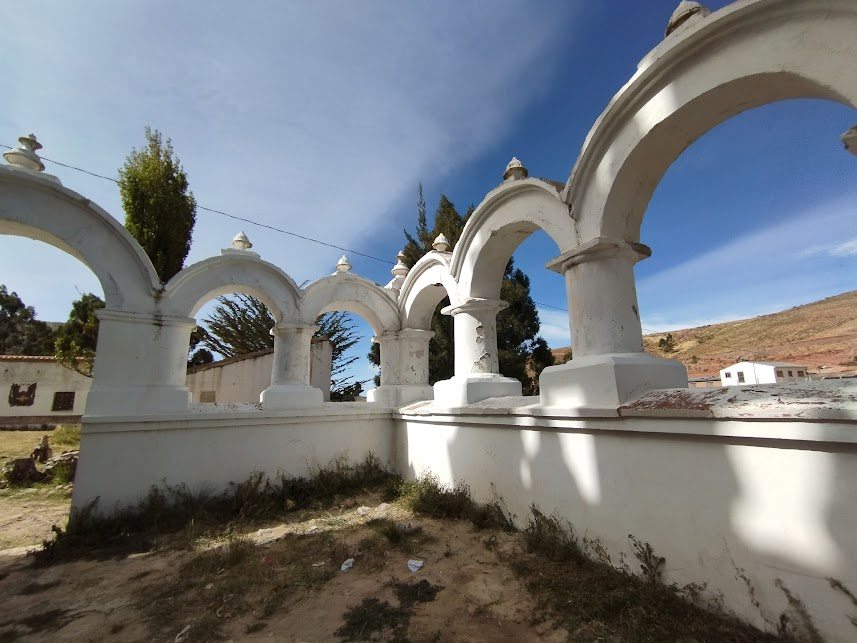
Remate de agujas en arquería del atrio.

El atrio está cerrado con muros bajos coronados por una arquería con pilastras y remates en agujas al estilo todelano que le dan transparencia.  El ingreso a la nave tiene una portada decorada con ornamentación de inspiración vegetal delineada por molduras curveadas, diferente al tradicional barroco mestizo de su época, y flanqueadas por dos espadañas.

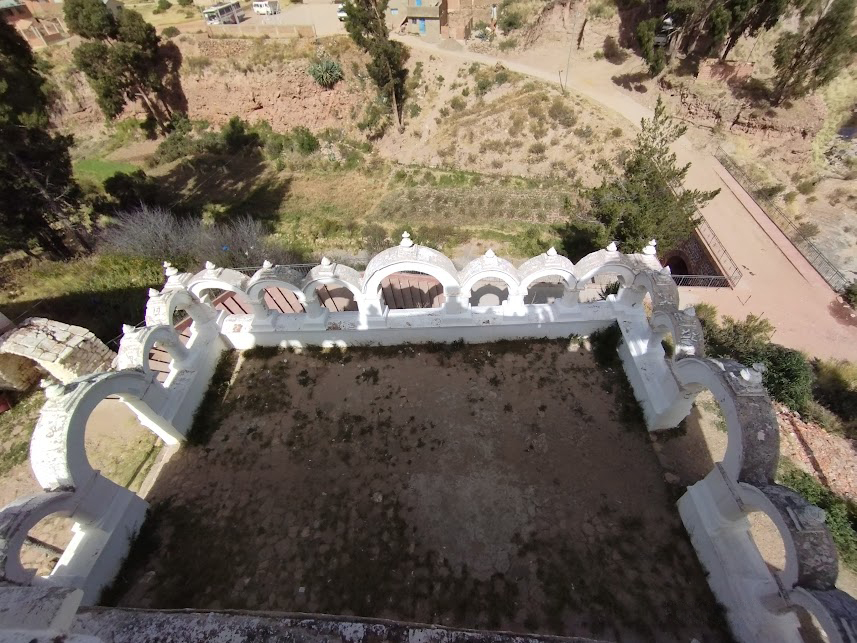
Atrio del templo de Chullchucani con muros bajos coronados en arquería.